# Ташкентская учительская семинария
Ташкентская учительская семинария была открыта в 1879 году в Ташкенте и первоначально называлась Учительская семинария Туркестана. Семинария готовила учителей для школ, в том числе для русско-туземных школ.
В основном здесь учились дети живших в Туркестане русских переселенцев, число учащихся из среды местного коренного населения края было незначительным: так, в 1886 году из 61 учащихся только 9 человек было местных национальностей, в 1883—1904 годах из 254 выпускников семинарии лишь 39 человек были местной национальности.
С 1918 года, после революции, здесь началась подготовка учителей для советских узбекских школ. В 1920 году была преобразована в Краевой узбекский мужской институт просвещения.

### Обучение
В семинарии изучались: Закон Божий, педагогика, русский язык, арифметика, алгебра, геометрия, физика, естествознание, всеобщая история, география, рисование, чистописание, пение, музыка, рукоделие, гимнастика, казахский и персидский языки. С 1884 года по инициативе В. П. Наливкина было введено преподавание узбекского языка вместо казахского. Он же был первым преподавателем систематических курсов узбекского и персидского (по сути таджикского) языков, составил хрестоматии, словари, грамматику, и учебники по этим языкам.

### Расположение
Первоначально семинария располагалась в доме полковника Тартаковского, перестроенном по проекту А. Л. Бенуа (1881—1887). В 1887 году рядом с Константиновским сквером было построено новое здание.

## Домовая церковь
В 1898 году Е. П. Дубровин по проекту А. Л. Бенуа пристроил к западной части здания семинарии пятиглавую домовую церковь во имя святого благоверного князя Александра Невского. Церковь была закрыта в 30-е годы XX века, её купола были снесены. Само здание продолжало использоваться для различных нужд. После распада СССР перешло в частную собственность, эксплуатировалось в качестве офисного здания.
Бывшая церковь являлась памятником архитектуры и имела охранный статус, была в относительно хорошей сохранности. Несмотря на это, в выходные дни 18—21 ноября 2009 года она была снесена по решению городских властей ради освобождения места под новое строительство. Одновременно были вырублены деревья старого сквера, многим из которых было более 100 лет.

## Галерея
- Учительская семинария
- Храм
- Иконостас
- Храм и здание учительской семинарии
- Храм
- Храм и здание учительской семинарии